# Tjita (flod)
Tjita (russisk: Чита eller Читинка, tr. Tjita eller Tjitinka) er en flod i Zabajkalskij kraj i Rusland. Den er 210 km lang, og er en biflod til Ingoda (i Amurs afvandingsområde). Floden har sit udspring i Jablonovyjbjergene og løber derfra mod syd-sydvest, til den munder ud i Ingoda ved byen Tjita, der er opkaldt efter floden.
Floden er stærkt forurenet, specielt på grund af afløb fra byen Tjita. I årene efter Sovjetunionens fald blev der bygget et stort antal feriesteder (datjaer) langs floden. Dette, sammen med opfyldninger og andre indgreb i flodlejet, har gjort at floden er blevet smallere og at vandstanden er øget. På grund af dette er faren for oversvømmelse i floddalen øget betydelig om foråret.